# دون ويلر (لاعب كرة قاعدة)
دون ويلر (بالإنجليزية: Don Wheeler)‏ هو لاعب كرة قاعدة أمريكي، ولد في 29 سبتمبر 1922 في منيابولس في الولايات المتحدة، وتوفي في 10 ديسمبر 2003 في بلومنغتون في الولايات المتحدة.

## وصلات خارجية
- دون ويلر على موقعبيزبول رفرنس.كوم (الدوري الرئيسي) (الإنجليزية)
- دون ويلر على موقع جمعية أبحاث البيسبول الأمريكية (الإنجليزية)